# لودفيغ بيك
لودفيج بيك (29 يوليو 1880 - 20 يونيو 1944). الجنرال الألماني ورئيس هيئة الأركان العامة الألمانية خلال السنوات الأولى للنظام النازي في ألمانيا قبل الحرب العالمية الثانية.
لم يكن لودفيغ بيك عضوا في الحزب النازي يوما ما ابدا، ولكنه كان يؤيد فكرة أدولف هتلر بالاخلال ب معاهدة فرساي والحاجة الملحة لألمانيا لإعادة التسلح. كان بيك أقسم يمين الولاء لهتلر في عام 1934، على الرغم من أنه يعتقد أن ألمانيا تحتاج حكومة قوية والتي يمكن أن توفر لهتلر النجاح وطالما كان متأثرا بالعناصر التقليدية في الجيش. أعرب رئيس أركان الجيش الألماني لودفيغ بيك بخيبة أمله في موقف ألمانيا تجاه الحرب، ووقف بجانب المعارضة ضد الحكم الاستبدادي المتزايد للنظام النازي وهتلر والسياسة الخارجية العدوانية. والخلافات السياسة الخارجية العامة لهتلر جعلت منه ليستقيل من منصب رئيسا للأركان في أغسطس 1938. من هذه النقطة جاء بيك إلى الاعتقاد بأن هتلر لم يتأثر نهائيا. أصبح هو الرأس المدبر في المؤامرة ضد هتلر، وكان الرئيس المؤقت لمؤامرة 20 يوليو. وعندما فشلت المؤامرة، اعتقل بيك وعرض عليه الانتحار بمسدس.
ولد في أحد أحياء فيسبادن، هيس في ولاية هسن، ناسو، تلقى تعليمه العسكري في بروسيا. خدم في الجبهة الغربية في الحرب العالمية الأولى كضابط للموظفين. بعد الحرب خدم في مختلف المراكز.

## روابط خارجية
- لودفيغ بيك على موقع الموسوعة البريطانية (الإنجليزية)
- لودفيغ بيك على موقع مونزينجر (الألمانية)
- لودفيغ بيك على موقع إن إن دي بي (الإنجليزية)